# Giuseppe Fava: Siciliano come me
Giuseppe Fava: Siciliano come me è un film-documentario del 1984 diretto dal regista Vittorio Sindoni.
Il film è un tributo alla figura del giornalista Giuseppe Fava, sceneggiatore dell'opera e assassinato da Cosa Nostra nel gennaio 1984.